# Осада Гавилгхура
Осада форта Гавилгхур в западной Индии войсками британской Ост-Индской компании под командованием сэра Артура Уэлсли 15 декабря 1803 года во время Второй англо-маратхской войны была кульминационным моментом в разгроме войск Рагходжи II Бхонсле, раджи Берара. Гарнизоном Гавилгура в 3 тыс. человек командовал киладар Бени Сингх, которому помогал Ману Бапу

## Предыстория
После битвы при Аргаоне войска Уэлсли и генерал-майора Джеймса Стивенсона некоторое время отдыхали в Элличпуре, после чего продолжили наступление — Уэлсли напрямую на Гавилгхур, а Стивенсон по северному маршруту, поскольку прямой путь не позволял провезти тяжёлые орудия.
В то время Гавилгхур считался неприступным, и защитники были уверены, что смогут удержать горную крепость при любых обстоятельствах. На стенах форта было установлено примерно 50 орудий. У британцев не было плана крепости, и они не смогли найти информаторов. Укрепления состояли из двух фортов, внешнего и внутреннего. Внешний форт считался скорее приманкой, а за ним находился ров, через который шёл проход к воротам во внутренний форт. Теоретически противник мог захватить внешний форт, прежде чем осознал бы, что основная задача заключается в атаке на внутренний. Внутренний форт был защищён несколькими воротами, первые из которых было несложно взять. Однако, прорвавшись через эти первые ворота, атакующая армия должна была резко повернуть налево и пройти по узкому проходу ко вторым воротам, всё время подвергаясь атакам защитников сверху. Именно это и произошло, когда армия Артура Уэлсли атаковала Гавилгхур.

## Атака
12 декабря артиллерия Стивенсона начала обстрел. К 14-му в стене внешнего форта была проделана брешь, и началась атака. Подполковник Кенни из 11-го пехотного полка сумел захватить внешний форт и возглавил штурм внутреннего при поддержке фланговых рот 94-го пехотного полка и сипаев дивизии Стивенсона; во время этого штурма он был убит. В то же время 74-й и 78-й пехотные полки отвлекли внимание защитников ложными атаками с юга.
Однако здесь атака внутреннего форта застопорилась. За первой группой последовали ещё две, но все они были отбиты. Положение спасла храбрость офицера 94-го полка, капитана Кэмпбелла, который со своей ротой лёгкой пехоты совершил дерзкое восхождение на, казалось, неприступный южный склон. Затем они смогли открыть ворота внутреннего форта для основной армии.

## Итог
Британцы потеряли 132 человека (из них европейцев: 5 убитых, 59 раненых и 6 пропавших без вести; индийцев: 9 убитых, 51 раненый и 2 пропавших без вести), в то время как потери маратхов составили 1,2 тыс. человек, в том числе Бени Сингх и Ману Бапу.
После окончания второй англо-маратхской войны Гавилгхур был возвращён империи маратхов, однако он никогда больше не использовался в качестве цитадели.

## В литературе
Элизабет Лонгфорд в своей книге «Веллингтон, годы меча» цитирует Жака Уэллера, чьё мнение о Гавилгхуре заключалось в том, что «три достаточно подготовленных отряда бойскаутов, вооружённых камнями, могли бы сдерживать армию профессиональных солдат в несколько раз больше их по численности».
Бернард Корнуэлл описал битву при Гавилгхуре в романе «Крепость Шарпа».

## Примечание

### Комментарии
1. ↑  В Национальном биографическом словаре Гавилгхур указан как Гуззулгаум (англ. Guzzulgaum) (Stephens 1886, С. 350).
2. ↑  Стивенсон в это время был сильно болен, и Уэлсли приходилось управлять обеими армиями. Несмотря на это, в день штурма Стивенсон также отдавал распоряжения (Naravane 2014, С. 73).